# Electric Callboy
Az Electric Callboy (korábbi nevükön Eskimo Callboy) német metalegyüttes. 2010-ben alakultak Castrop-Rauxel-ben. 
Zenéjüket az electronicore, metalcore, comedy rock, post-hardcore, melodic metalcore, dubstep, electro, és EDM (electronic dance music) műfajokba sorolják. Hatásaiknak az  Asking Alexandria-t és az Attack Attack!-et tették meg. Énekesük szerint az együttes "nem tartozik a hardcore műfajába".
Szövegeik témái a részegség, a bulik és a szex. Az együttes stílusát "pornó metal" névvel illeti. Szövegeik során kizárólag szatirikus célból használnak közhelyeket.

## Tagok
- Kevin Ratajczak – ének, billentyűk, programozás (2010–)
- Daniel "Danskimo" Haniß – gitár (2010–)
- Pascal Schillo – ritmusgitár, vokál (2010–)
- Daniel Klossek – basszusgitár, vokál (2010–)
- David-Karl Friedrich – dob (2012–)
- Nico Sallach – ének (2020–) [11]

Korábbi tagok
- Michael "Micha" Malitzki – dob (2010–2012)
- Sebastian "Sushi" Biesler – ének (2010–2020)

## Diszkográfia
- Bury Me in Vegas (2012)
- We Are the Mess (2014)
- Crystals (2015)
- The Scene (2017)
- MMXX (2021)
- Rehab (2019)
- Tekkno (2022)

### EP-k
- Eskimo Callboy (2010)
- MMXX (2020)